# Búnker (série de televisão)
Búnker é uma série de televisão mexicana dirigida por Joe Rendón que estreou em 23 de dezembro de 2021 na HBO Max.

## Elenco
- Paulette Hernandez como Eleonora Smith
- Bruno Bichir como Vladimiro
- Miguel Rodarte como Napoleão
- Claudette Maillé como Amparo
- Damayanti Quintanar como Santacruz
- Verónica Bravo como Terapeuta
- Jesús Zavala como Osíris
- Gisselle Kuri como Bruna
- Liz Gallardo como Maya
- Susana Alexander como Viejita Olenka
- Juan Pablo de Santiago como Oscar
- Latin Lover como Ronald
- Ricardo Polanco como Casper
- Daniel Haddad como Georgi
- Alfonso Borbolla como Aguirre

## Lançamento
Primeira produção mexicana da HBO Max, a série em oito episódios estreou em 23 de dezembro de 2021.

## Prêmios e indicações
| Ano  | Prêmio                  | Categoria               | Resultado |
| ---- | ----------------------- | ----------------------- | --------- |
| 2022 | Emmy Internacional 2022 | Melhor Série de Comédia | Pendente  |